# Erdélyi Eta
Erdélyi Etelka (Harmati Andrásné) (Kispest, 1934. július 15. – Budapest, 2010. szeptember 13.) magyar festő- és textilművész.

## Élete
Erdélyi R. Zoltán és Loecher Anna gyermekeként született.
1957–1962 között a Magyar Iparművészeti Főiskola murális tanszékén tanult. Itt Miháltz Pál, Z. Gács György, Rákosi László, Szeniványi Lajos tanították. 1962-1963 között Franciaországban, Nancy-ben a Szépművészeti Akadémia diákja volt, ahol Mathieu Mategot oktatta őt.
2010. szeptember 13-án hunyt el Budapesten.

## Magánélete
1965-ben házasságot kötött Harmati András festővel. Egy lányuk született; Harmati Zsófia Borbála (1966), aki szintén festő lett.

## Kiállításai

### Egyéni
- 1970, 1979, 1990 Fészek Klub
- 1972 Csepel Galéria
- 1973 Műcsarnok
- 1974 BME
- 1976 Kertészeti Egyetem
- 1980 Bástya Galéria
- 1981 Wrocław
- 1984, 1987 Átrium Hyatt
- 1985 Hamburg
- 1986 Fonyód
- 1988 Varsó
- 1992 Vigadó Galéria
- 1994 Fészek Galéria
- 1999 Nádor Galéria
- 2005 Budapest, Győr

### Csoportos
- Új murális műfajok (1964)
- 1. Fal- és Tértextil Biennálé (1970)
- Vadászati Világkiállítás (1971)
- Balatonboglári kápolnatárlat (1972)
- Festészet '77 (1977)
- Gobelin-Ausstellung (1981)
- Künstler aus Ungarn (1982)
- D'Arte Contemporane Ungherese (1984)
- Hasonlatok (1985)
- 50x70 (1987)
- Tavaszi Tárlat (1988)
- Téli Tárlat (1989)
- Kép '90 (1990)
- Zászlók '91 (1991)
- Színes Víz (1993)
- II. Nemzetközi Művészkönyv Kiállítás (1994)
- International Water Colour (1995)
- Minimal (1996)
- I. Nemzetközi Livres-Objets Biennálé (1997)
- Belső Rajz (1998)

## Művei
- falikárpit Magyarország washingtoni nagykövetsége számára (9 m2 1978)[1]
- Szorongás (1988)
- Ismétlődő mozdulat (1999)
- Mai barlangrajz ()

## Díjai
- A Fiatal Képzőművészek Stúdiójának díja (1964)
- Vári Gobelin-pályázat I. III. díja (1981)
- A szegedi nyári tárlat díja (1981)
- Operaház Gobelin-pályázat II. díja (1985)
- Murális pályázat III. díja (1988)
- Az országos akvarellbiennálé díja (1988)
- Munkácsy Mihály-díj (1990)

## Külső hivatkozások
- Artportal.hu Archiválva 2021. március 1-i dátummal a Wayback Machine-ben
- Életrajza a Napkút Kiadó honlapján